# Callistoprionus fasciatus
Callistoprionus fasciatus är en skalbaggsart som beskrevs av Friedrich F. Tippmann 1953. Callistoprionus fasciatus ingår i släktet Callistoprionus och familjen långhorningar.
Artens utbredningsområde är:
- Costa Rica.
- Panama.

Inga underarter finns listade.